# Hans Gillhaus
Johannes Paulus Gillhaus, detto Hans (Helmond, 5 novembre 1963), è un ex calciatore olandese, di ruolo attaccante.

## Carriera

### Giocatore

#### Club

##### PSV Eindhoven
Gillhaus comincia a giocare con il Den Bosch. Nel 1987, in seguito al trasferimento di Ruud Gullit dal PSV Eindhoven al Milan per £ 6.000.000, viene acquistato dal PSV insieme a Wim Kieft e Søren Lerby. Nella sua prima stagione al PSV segna molto contribuendo alle vittorie del campionato, della KNVB beker e della Coppa dei Campioni. Tuttavia con l'arrivo di Romario al PSV viene relegato in panchina dietro al brasiliano e a Kieft.

##### Aberdeen
Gillhaus passa all'Aberdeen nel novembre 1989 per £ 650,000. Nella gara del suo debutto, vinta per 3-0 a East End Park, segna una doppietta con un gol in rovesciata contro il Dunfermline Athletic, segna anche nella partita successiva contro il Rangers. Con l'Aberdeen vince una Coppa di Scozia contro il Celtic nel 1990.

##### Vitesse Arnhem
Nel 1992 lascia l'Aberdeen a causa dei non buoni rapporti con l'allenatore Willie Miller e passa al Vitesse Arnhem per £ 300.000. Rimane al Vitesse fino al 1995 totalizzando ventotto gol in cinquantaquattro partite.

##### Gli ultimi anni
In seguito si trasferisce in Giappone, nella J-League al Gamba Osaka. Nel 1996-97 torna in Olanda all'Az Alkmaar. Nel 1998 passa poi al FF Jaro, nel campionato finlandese, prima di ritornare al Den Bosch per chiudere la carriera.

#### Nazionale
Con la nazionale olandese prende parte ai mondiali del 1990. In totale vanta nove partite e due gol con gli oranje.

### Dopo il ritiro
Dopo il ritiro dal calcio giocato Gillhaus lavora come scout per PSV e Chelsea.

## Palmarès

### Competizioni nazionali
- Campionato olandese: 2

PSV: 1987-1988, 1988-1989
- Coppa dei Paesi Bassi: 2

PSV: 1987-1988, 1988-1989
- Coppa di Scozia: 1

Aberdeen: 1989-1990
- Coppa di Lega scozzese: 1

Aberdeen: 1989-1990
- Seconda divisione olandese: 1

Den Bosch: 1998-1999

### Competizioni internazionali
- Coppa dei Campioni/UEFA Champions League: 1

PSV: 1987-1988